# Les Jeux olympiques, Paris 1924
Les Jeux olympiques, Paris 1924 è un film documentario del 1925 sulle Olimpiadi di Parigi 1924 diretto dal regista francese Jean de Rovera. Il film muto dura quasi tre ore e risulta attualmente conservato nella sua interezza presso la collezione audiovisiva del Comitato Olimpico Internazionale.

## Trama
Dalle sfide nel mezzofondo tra i due rivali finlandesi Paavo Nurmi e Ville Ritola, alle imprese in piscina del futuro Tarzan Johnny Weissmuller, primo uomo al mondo capace di nuotare i 100 metri stile libero sotto il minuto, alla vittoria nei 100 metri piani dell'inglese Harold Abrahams, le cui gesta  ispireranno il film Momenti di gloria.